# F-blok
F-blok ili unutarnji prijelazni elementi su elementi čiji elektroni najviše razine popunjavaju f atomske orbitale. Dijeli se u dvije skupine: lantanoidi i aktinoidi. Većina ovih elemenata gradi ionske spojeve u kojima su prisutni kao trovalentni kation M3+.

## Poveznice
- Blok u periodnom sustavu
  - S-blok
  - P-blok
  - D-blok
  - F-blok
  - G-blok
- Elektronska konfiguracija